# Historia de Najicheván
La historia de Najicheván es la narración cronológica y demostrable de los acontecimientos del pasado en el actual territorio de Najicheván, la ciudad capital de la República Autónoma de Najicheván de Azerbaiyán.

## Antigüedad
Es el antiguo centro de comercio y algunos historiadores consideran que fue fundada en el siglo XVI a. C.. Según una leyenda, la ciudad fue fundada por Noé.
En persa, la región se llama Nagshe Jahan («imagen del mundo»), una referencia a la belleza de la ciudad. Ya en el siglo II EC, es mencionada por Ptolomeo como una ciudad próspera.
Najicheván fue la capital de los Emiratos Atabek Eldegiz en el siglo XII y la del Kanato de Najicheván en el siglo XVIII. Inicialmente, el territorio de Najicheván formaba parte del Kanato de Ereván, pero fue gobernado por un kan aparte. Poco después de la captura de Ereván en 1604, Abás el Grande nombró a Maqsud Sultán, un líder de una tribu túrquica llamada Kangarlu como gobernador de Najicheván. Más tarde, ese mismo año, las fuerzas otomanas amenazaron el área y el sah Abbas ordenó a Maqsud Sultán que evacuara a toda la población de la región de Najicheván a Qaraja Dag (Arasbaran) y Dezmar. El gobierno persa fue interrumpido por la ocupación otomana entre 1635-1636 y entre 1722-1736.
Durante la guerra ruso-persa de 1804-1813, en 1808, las fuerzas rusas bajo el mando del general Iván Gudovich ocuparon brevemente Najicheván, pero como resultado del tratado de Gulistán retornó a manos persas.

## SigloXX
Al comienzo del siglo XX, Najicheván era la capital de un distrito de la Gobernación de Ereván. 
En 1989 fue una de las primeras regiones donde surgió el nacionalismo azerí. Diciembre de 1989 vio disturbios en Najichevan cuando sus habitantes azeríes se movilizaron para desmantelar físicamente la frontera soviética con Irán para huir del área y encontrarse con sus primos étnicos azeríes en el norte de Irán. Esta acción fue denunciada por la dirección soviética y los medios soviéticos acusaron a los azeríes de "abrazar el fundamentalismo islámico". En enero de 1990, el Sóviet Supremo de la ASSR de Najichevan emitió una declaración en la que declaraba la intención de que Najichevan se separara de la URSS para protestar por las acciones de la Unión Soviética durante el enero negro (19-20 de enero de 1990). Fue la primera parte de la Unión Soviética en declarar la independencia, precediendo a la declaración de Lituania por solo unas pocas semanas. Posteriormente, Nakhchivan fue independiente de Moscú y Bakú, pero luego fue controlado por el clan de Heydar Aliyev.

## SigloXXI
Entre 1990 y 2000 se produjo una importante migración de la población hacia Turquía y Azerbaiyán.
Según el censo de 2010, Najicheván cuenta con 74 500 habitantes. 
Posee el Palacio de la Cultura, en la Avenida Azadlyg, el teatros musical y el teatro de marionetas en la calle Nizamí. La ciudad tiene una gran cantidad de visitantes por motivos de negocios de Irán, Turquía y Rusia (estos países tienen consulados en la ciudad), dando lugar a una oferta razonable de los hoteles.